# The Second Barbra Streisand Album
The Second Barbra Streisand Album ist ein Musikalbum von Barbra Streisand.

## Geschichte
Nur wenige Monate nach dem Erscheinen ihres ersten Albums ging Barbra Streisand im Juni 1963 erneut für Columbia Records ins Aufnahmestudio und nahm erneut 11 Standards und Musicalsongs auf. Das Album erschien im Oktober 1963 und wurde noch erfolgreicher als ihr erstes Album. In den Albumcharts von Billboard kletterte das Album bis auf den zweiten Platz (Das erste Album hatte den 8. Platz als höchste Platzierung erreicht). Ebenso wie das erste Album wurde diese LP mit einer goldenen Schallplatte ausgezeichnet. Bei der Grammy-Award-Verleihung 1964 konzentrierten sich die Preisverleiher jedoch auf ihr Debütalbum und so ging dieses zwar besser verkaufte Album leer aus.

## Trackliste
1. Any Place I Hang My Hat Is Home – 2:45 (Harold Arlen, Johnny Mercer)
2. Right as the Rain – 3:25 (Arlen, Yip Harburg)
3. Down with Love – 3:42 (Arlen, Harburg)
4. Who Will Buy? – 3:32 (Lionel Bart)
5. When the Sun Comes Out – 3:23 (Arlen, Ted Koehler)
6. Gotta Move – 2:01 (Peter Matz)
7. My Coloring Book – 4:11 (Fred Ebb, John Kander)
8. I Don’t Care Much – 2:52 (Ebb, Kander)
9. Lover, Come Back to Me – 2:18 (Oscar Hammerstein, Sigmund Romberg)
10. I Stayed Too Long at the Fair – 4:21 (Billy Barnes)
11. Like a Straw in the Wind – 4:46 (Arlen)